# Caramboxina

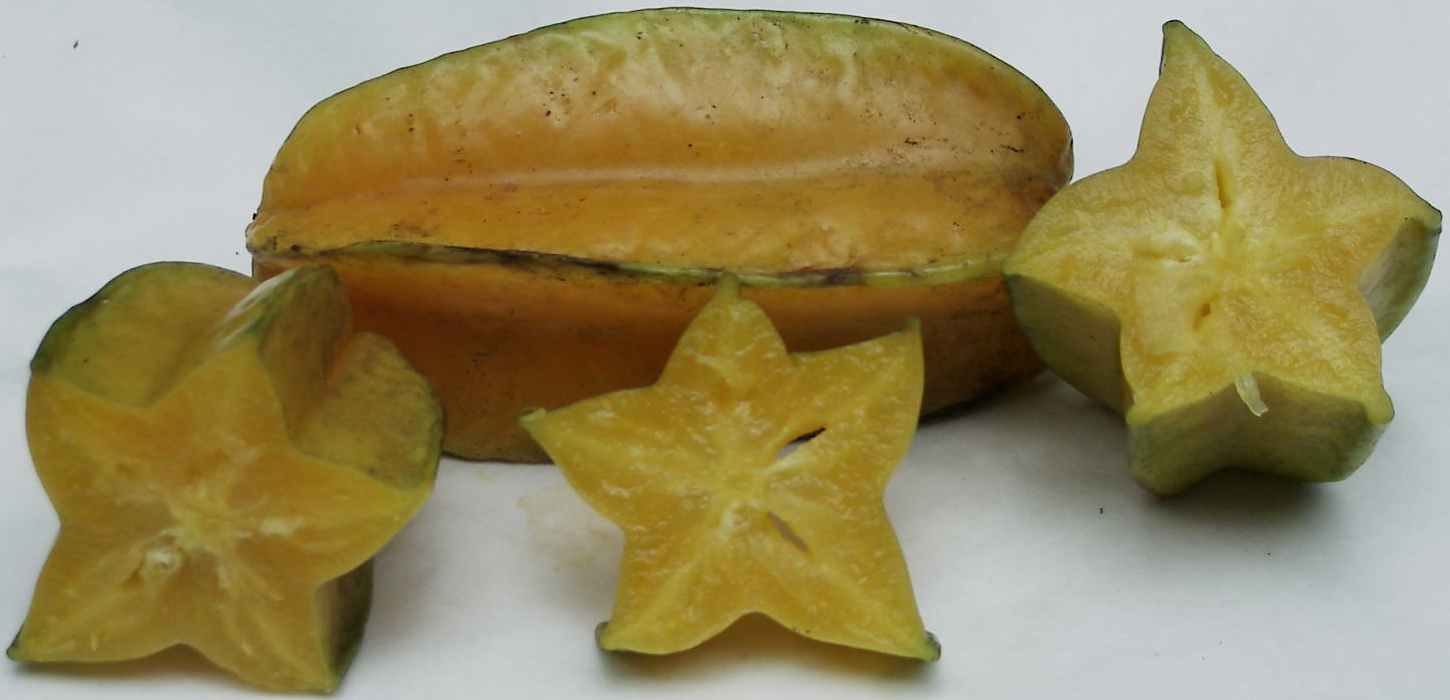
Fruta carambola.

Caramboxina (CBX) é uma toxina encontrada na carambola (Averrhoa carambola). Indivíduos com alguns tipos de doença renal são suscetíveis a efeitos neurológicos adversos, incluindo intoxicação, convulsões e até morte após comer carambola. A caramboxina foi identificada como a neurotoxina responsável por esses efeitos. A caramboxina é um aminoácido não proteinogênico que estimula os receptores de glutamato nos neurônios. Sua estrutura química é semelhante ao aminoácido fenilalanina. A caramboxina é um agonista dos receptores ionotrópicos glutamatérgicos NMDA e AMPA com potentes propriedades excitatórias, convulsivas e neurodegenerativas..
Uma possível interação entre a caramboxina e o ácido oxálico na carambola pode levar a efeitos neurotóxicos e nefrotóxicos. Consumir grandes quantidades de carambola ou seu suco com o estômago vazio não é recomendado, mesmo para indivíduos com função renal normal.

## Toxina
A caramboxina pode levar ao óbito pacientes que sofrem de insuficiência renal crônica. A toxina da carambola foi testada em animais de laboratório, os quais apresentaram sintomas como: soluço, vômitos, confusão mental, agitação psicomotora, coma, convulsões e até mesmo morte. Tais sintomas já tinham sido observados em pacientes diabéticos ou que sofriam de insuficiência renal após a ingestão do suco concentrado da fruta.
Pesquisadores da Faculdade de Medicina de Ribeirão Preto da Universidade de São Paulo, que fizeram os testes, alertam que mesmo pessoas que não tenham problemas renais devem evitar o consumo em excesso da carambola porque o teor de ácido oxálico pode produzir cálculos renais em pessoas mais sensíveis. Com isso, o problema renal se instalaria e, posteriormente a caramboxina teria um efeito bem mais grave, podendo levar o paciente à morte.